# Eudule ockendeni
Eudule ockendeni là một loài bướm đêm trong họ Geometridae.